# Haeska (Saaremaa)
Koordinaten: 58° 25′ N, 22° 38′ O
Haeska (deutsch Hasick) ist ein Dorf (estnisch küla) auf der größten estnischen Insel Saaremaa. Es gehört zur Landgemeinde Saaremaa (bis 2017: Landgemeinde Pihtla) im Kreis Saare.

## Einwohnerschaft und Lage
Das Dorf hat 84 Einwohner (Stand 31. Dezember 2011). Es liegt 21 Kilometer nordöstlich der Inselhauptstadt Kuressaare.

## Gut
Möglicherweise bereits in der Mitte des 15. Jahrhunderts entstand das örtliche Gut durch Belehnungen mit dem umliegenden Land. Von 1632 bis zur Enteigenung im Zuge der estnischen Landreform 1919 stand es (mit Unterbrechungen) im Eigentum der deutschbaltischen Familie von Nolcken.
Das ehemalige Herrenhaus, wahrscheinlich ein eingeschossiger Holzbau, sowie die Mehrzahl der Nebengebäude existieren heute nicht mehr.